# Macquartia nitidicollis
Macquartia nitidicollis är en tvåvingeart som beskrevs av Fritz Isidore van Emden 1960. Macquartia nitidicollis ingår i släktet Macquartia och familjen parasitflugor.
Artens utbredningsområde är Kenya. Inga underarter finns listade i Catalogue of Life.